# Sekundärgetreide

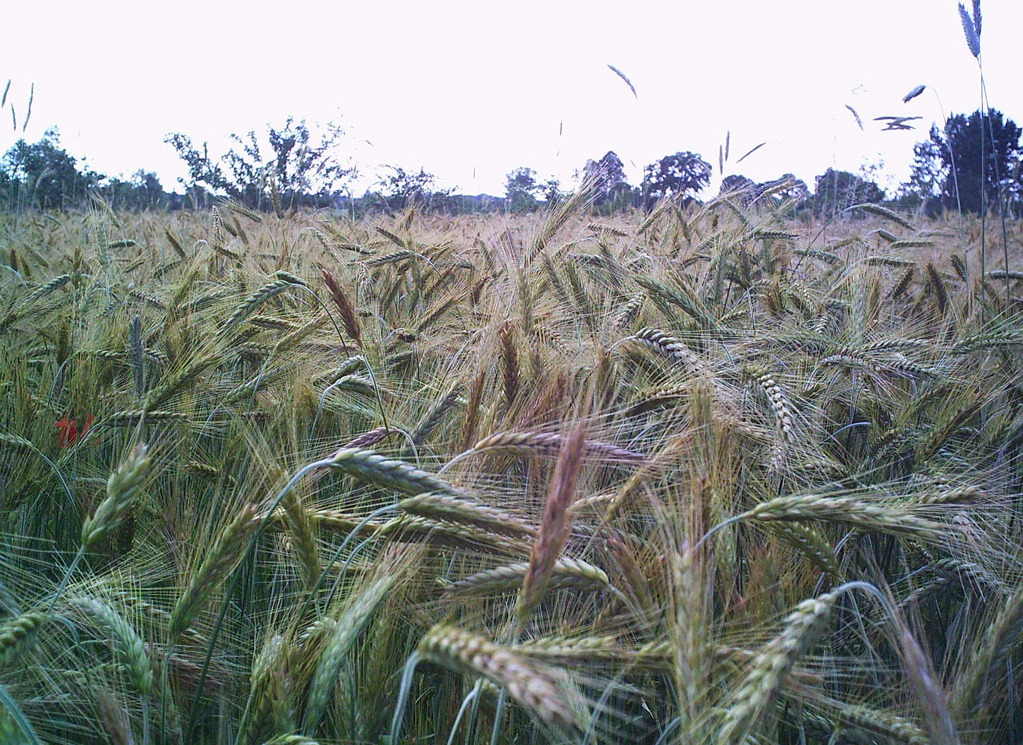
Roggen ist ein Sekundärgetreide, ursprünglich als Ackerunkraut auf Weizenfeldern verbreitet

Als Sekundärgetreide werden in der Botanik gelegentlich diejenigen Getreidearten bezeichnet, die ursprünglich als Unkräuter in (Primär-)Getreidefeldern gediehen, später allerdings für den Menschen ökonomisch interessant wurden. Der Begriff stammt von Nikolai Iwanowitsch Wawilow (1887–1943), der sich mit den Genzentren der Nutzpflanzen befasste, jenen Gebieten, in denen sich die größte genetische Vielfalt dieser Pflanzen nachweisen lässt und in denen sie wahrscheinlich erstmals kultiviert worden waren. Wawilow beschrieb eine Art von Mimikry, die bei einigen Ackerunkräutern durch die Agrikultur des Menschen herausgezüchtet worden war. Durch die Tätigkeit der Ackerbauern wurden seit der Jungsteinzeit bestimmte Unkräuter derart selektiert, dass sie bestimmte Eigenschaften der ursprünglich kultivierten Getreidearten ebenfalls ausprägten. Später konnten diese Pflanzen bei geänderten Umweltbedingungen die ursprünglichen Getreidesorten ersetzen.
Ein Beispiel hierfür ist der Roggen, ehemals ein Ackerunkraut der Weizenfelder. Durch die Ausbreitung des Ackerbaus im Neolithikum vom Fruchtbaren Halbmond aus nach Europa gewann er in den kühl-gemäßigten Breiten gegenüber dem Weizen an Konkurrenzkraft und somit an Bedeutung für die Ernährung des Menschen. Roggen wurde folgerichtig in Reinkultur gestellt und nicht mehr als Unkraut angesehen. Als weiteres Sekundärgetreide wäre der Hafer zu nennen. Es müssen nicht immer Klimaveränderungen Grund für die anthropogene Aufwertung der Unkräuter sein. So kann auch der sozio-kulturelle Wandel eine Interessensverschiebung bedingen und so die Kultivierung von Unkräutern nach sich ziehen.